# Кулинкович, Олег Григорьевич
Оле́г Григо́рьевич Кулинко́вич (Алег Рыгоравіч Кулінковіч; род. 11 мая 1948, Пайде) — советский и белорусский химик-органик, профессор, доктор химических наук (1987). Известен своими работами в области химии малых циклов, в частности, открытием реакции Кулинковича.

## Биография
Олег Григорьевич Кулинкович родился 11 мая 1948 года в Пайде, Эстония.
В 1971 году он окончил Белорусский государственный университет. В 1975 году Кулинкович получает звание кандидата химических наук, в 1987 — звание доктора химических наук с диссертацией на тему «Активированные циклопропилкетоны: методы получения, свойства и синтетическое применение».
В 1973—1976 годах — ассистент, в 1979—1988 годах — доцент, в 1988—1991 годах — профессор кафедры органической химии БГУ.
С 1993 по 2003 годы Кулинкович работает заведующим кафедрой органической химии и химии полимеров Белорусского государственного университета.
С 2004 по 2009 годы — заведующий Научно-исследовательской лабораторией элементоорганического синтеза.
В 2009 году уволился из БГУ по собственному желанию, по его заявлению, из-за конфликта с руководством университета и невозможности продолжить работу «в нормальных условиях».
2010—2013 годы — профессор химии в Таллинском техническом университете.

## Научная деятельность
Научные интересы Кулинковича — химия малых циклов, в частности химия циклопропанолов. Разработка новых методов синтеза с использованием реакции диалкоксититанциклопропановых интермедиатов с насыщенными и ненасыщенными субстратами — наиболее важная тема научных интересов. Учёным предложены новые методики с использованием активированных (замещённых) циклопропанолов, которые развили стереохимический синтез и позволили получить ряд биологически важных молекул, в частности, половых гормонов насекомых.
Известным его с сотрудниками открытием в 1989 году стала реакция Кулинковича (часто называемая циклопропанированием по Кулинковичу), заключающаяся в катализируемом алкоголятом титана циклопропанировании сложных эфиров реактивами Гриньяра, протекающем при участии β-водородного атома диалкилтитанового интермедиата (синтез циклопропанолов):

### Избранные публикации
- Циклоприсоединение дихлоркарбена к винилацетиленовым соединениям и некоторые превращения образующихся аддуктов : автореферат диссертации на соискание учёной степени кандидата химических наук / Белорус. гос. ун-т им. В. И. Ленина.
- Активированные циклопропилкетоны: методы получения, свойства и синтетическое применение : Автореферат диссертации на соискание ученой степени доктора химических наук : 02.00.03 / Бел. гос. ун-т им. В. И. Ленина.
- Алкилирование производных карбоновых кислот диалкоксититанациклопропановыми реагентами. О. Г. Кулинкович
- The Chemistry of Cyclopropanols. Oleg G. Kulinkovich
- Insight into the Mechanism and Stereochemistry of the Transformations of Alkyltitanium Ate‐Complexes. An Enhanced Enantioselectivity in the Cyclopropanation of the Carboxylic Esters with Titanacyclopropane Reagents. Oleg G. Kulinkovich и др.
- Cyclopropanes in Organic Synthesis. Oleg G. Kulinkovich

## Работа соСтудией Артемия Лебедева
В июле 2018 года Кулинкович был научным консультантом проекта «Таблица Менделеева» Студии Артемия Лебедева.